# 텍스트 메시징

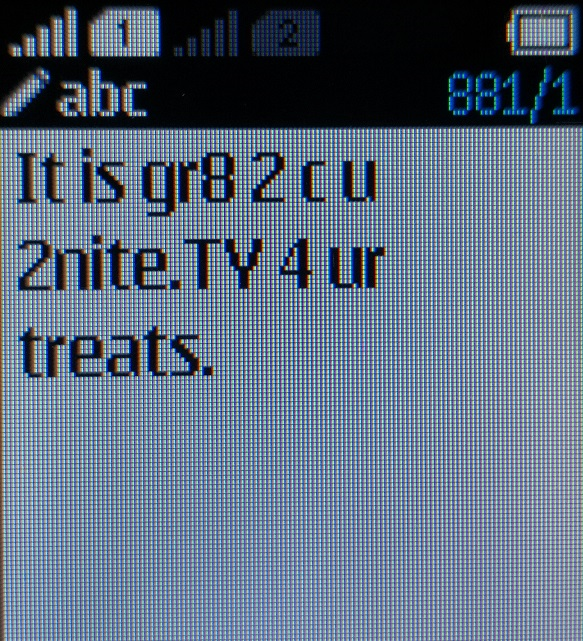
SMS를 사용한 텍스트 메시지. 160자로 제한된다.

텍스트 메시징(text messaging) 또는 텍스팅(texting)은 전자 메시지를 만들고 보내는 행위로서, 보통 영숫자 등으로 구성되며 모바일 장치, 데스크톱/랩톱, 또는 다른 유형의 호환 컴퓨터의 둘 이상의 사용자 간에 이루어진다. 텍스트 메시지는 셀룰러 망을 경유하여 송신되거나 인터넷 연결을 통해 송신될 수 있다.
이 용어는 원래 단문 메시지 서비스(SMS)를 사용하여 보낸 메시지를 의미하였다. 일반 문자 외에 멀티미디어 메시지가 포함되는 멀티미디어 메시지 서비스(MMS)로 성장하면서 디지털 이미지, 동영상, 소리 콘텐츠, 그리고 이모지(스마일리, 슬픈 얼굴 등의 아이콘)를 포함할 수 있게 되었다.
텍스트 메시지는 개인적인 용도, 가족, 사업, 사회적 목적을 위해 사용된다. 정부와 비정부 기관들은 동료 간 통신을 위해 텍스트 메시징을 사용한다. 2010년대에 형식을 갖추지 않은 단문 메시지 송신은 수많은 문화의 일부로 받아들여졌으며 이메일보다도 앞서서 일어났다. 이를 통해 친구, 가족, 동료 간에 소통하기 쉽고 빠른 방법으로 텍스팅이 가능하게 되었으며 여기서 전화가 친절하지 않거나 부적절한 것으로 취급되는 컨텍스트가 조성되기도 했다.

## 같이 보기
- 인스턴트 메신저
- 이메일 기반 메시지 서비스